# X (manga)
X (エックス, ekkusu), aussi appelé X/1999, est un manga du studio CLAMP. D'abord pré-publié périodiquement dans le magazine Monthly Asuka, il a été traduit en français aux éditions Tonkam. L'œuvre devait totaliser 21 volumes, bien que la série soit actuellement inachevée, au stade de 18 volumes parus et 5 autres chapitres prépubliés. Traduit dans de nombreuses langues, le manga a successivement été adapté en film d'animation puis en série télévisée.
L'histoire se déroule dans le même univers fictif que Clamp School Detectives, Tokyo Babylon, Dukalyon et Le Voleur aux cent visages. Tout comme Tsubasa et xxxHolic plus tard, X était censé servir de clé de voûte aux œuvres du studio CLAMP en les reliant, d'où une grande quantité d'éléments empruntés à des mangas précédents.

## Synopsis
1999 : le jeune Kamui Shiro et sa mère Toru ont quitté précipitamment Tôkyô il y a six ans, laissant derrière eux Fuma et Kotori, des amis d'enfance. Alors que ses pouvoirs surnaturels se développent, Kamui voit sa mère se laisser brûler volontairement dans un incendie : sa dernière volonté est qu'il retourne à Tokyo. Il s'exécute, mais fait tout pour éviter avec une grande froideur Fuma et Kotori. Ceux-ci ne comprennent pas qu'il essaye ainsi de leur éviter les ennuis qui semblent le poursuivre où qu'il aille : Kamui est régulièrement assailli par des manifestations magiques hostiles, et des individus suspects tentent de le contacter. Cédant à leurs insistances, Kamui finira par comprendre qu'il est la clé de la bataille de l'Apocalypse à venir, "celui dont le Destin n'est pas écrit." Les six Anges et les six Sceaux, représentants humains des volontés divines, doivent s'affronter, les uns pour exterminer l'Humanité qui corrompt et agresse la Terre-Mère, les autres pour la protéger de la vengeance de la Nature. Kamui doit devenir le septième membre d'un des deux camps et lui assurer sa victoire ; pourtant, il n'a que faire de la Fin du Monde et de ses enjeux, surtout préoccupé par le devenir de Fuma et Kotori. La situation semble gelée, mais les prophéties faites sur la nature de Kamui sont incomplètes : le Destin va s'incarner dans des événements au-delà de toutes les prédictions, et forcer à un choix des plus douloureux...
Bien que le résultat de l'Apocalypse semble surtout dépendre des actions de Kamui, X comporte un très grand nombre de personnages principaux développés plus ou moins également : les six Sceaux (Dragons du Ciel), les six Anges (Dragons de la Terre), leur famille, et d'autres personnages. Occasionnellement, leur passé est révélé dans des chapitres indépendants.
Chacun des deux camps en arrive à comprendre, via ses prophètes, que deux « Kamui » sont en fait censés rejoindre un camp, et s'affronter. D'abord incompréhensible, cette prédiction s'explique lorsque Fuma apprend qu'il est le « Gémeaux » de Kamui, son « étoile jumelle »" : si Kamui choisit un camp, il est destiné à le remplacer dans l'autre en son nom. Kamui, toujours aussi indifférent au sort de l'Humanité (la châtier ? lui pardonner ?), finit par accepter que seul le bien-être de Fuma et Kotori lui importe vraiment, et qu'il ne peut accomplir cet objectif qu'en rejoignant les Sceaux. Dès que son choix définitif est assumé, Fuma perd sa personnalité, désormais possédé par le reflet de celle que Kamui aurait eu s'il avait choisi l'autre camp : il se fait lui-même appeler « Kamui ». Sous ses yeux horrifiés, Fuma/Kamui assassine Kotori, démontrant l'acceptation de son rôle de Dragon de la Terre. Il s'en va ensuite rassembler les Anges dispersés, pendant que Kamui sombre dans un état catatonique à la suite du traumatisme qu'il a vécu.

## Personnages

### Dragons du Ciel
- Kamui Shiro : Jeune garçon possédant un immense pouvoir, c'est son choix qui déterminera l'avenir de la Terre.
- Arashi Kishuu : Jeune fille prêtresse d'Ise. Elle est capable d'invoquer une épée qu'elle manie avec une grande dextérité.
- Karen Kasumi : Jeune femme catholique, elle travaille comme call-girl. Elle possède le pouvoir de pyrokinésie.
- Sorata Arisugawa : Jeune garçon très gourmand, il est un disciple du sanctuaire du Mont Kōya. Il possède le pouvoir de contrôler l'énergie électrique.
- Yuzuriha Nekoi : Jeune écolière de 14 ans, elle est toujours accompagnée d'Inuki, son Inugami.
- Seiichirō Aoki : Marié et père d'une petite fille, il travaille comme éditeur. Il a le pouvoir de contrôler le vent.
- Subaru Sumeragi : 13e chef du Clan Sumeragi, il est un puissant onmyōji. Personnage apparu dans le manga Tokyo Babylon.

### Dragons de la Terre
- Fūma Mono : Meilleur ami de Kamui. En tant que chef des Dragons de la Terre, il est capable de connaître le souhait le plus cher des gens en lisant dans leur cœur.
- Nataku Kazuki : Jeune homme créé artificiellement (clone), il a tant de problèmes à comprendre les sentiments qu'il pense ne pouvoir rien ressentir.
- Satsuki Yatōji : Jeune fille très douée en informatique. Elle peut contrôler le monde numérique et utiliser des câbles pour attaquer.
- Kakyō Kuzuki : Jeune homme dans le coma, il vit dans le monde onirique. Il a la possibilité de voir le futur dans ses rêves.
- Kusanagi Shiyū : Membre des Forces japonaises d'autodéfense, il est lié par télépathie aux plantes et aux animaux. Il ressent fortement la pollution et la destruction du milieu naturel par l'homme.
- Yūto Kigai : Fonctionnaire, il enregistre les naissances et les mariages. Il possède le pouvoir d'hydrokinésie.
- Seishirō Sakurazuka : Onmyōji assassin utilisant des illusions pour piéger ses victimes. Personnage apparu dans le manga Tokyo Babylon.

### Personnages secondaires
- Princesse Hinoto : Sourde, aveugle et muette, elle a le pouvoir de rêver du futur et conseille les Dragons du Ciel. Ses rêves se réalisent toujours. Elle vit dans les sous-sol du Bâtiment de la Diète nationale.
- Kanoe : Jeune sœur d'Hinoto, elle a le pouvoir de pénétrer dans les rêves des autres et de les espionner. Elle aide les Dragons de la Terre.
- Kotori Mono : Sœur de Fūma et amie d'enfance de Kamui ayant une santé fragile. Elle est tuée par Fūma.
- Saya Mono : Mère de Fūma et Kotori.
- Kyōgo Mono : Père de Fūma et Kotori.
- Tōru Shirō : Née Magami, elle est la mère de Kamui.
- Tokiko Magami : Tante de Kamui.
- Daïsuke Saïki : Neveu de Seiichirō Aoki, il contrôle également le vent.
- Sōhi et Hien : Jumelles protégeant Hinoto.
- Nokoru Imonoyama : Fils de la riche famille Imonoyama, il aide les Dragons du Ciel en leur offrant un toit et leur permettant d'étudier à la Clamp Academy pour les plus jeunes. Personnage apparu dans Clamp School Detectives.
- Suoh Takamura : Garde du corps de Nokoru. Personnage apparu dans Clamp School Detectives.
- Akira Ijyuin . Il travaille pour Nokoru et il est également Le Voleur aux cent visages.
- Hokuto Sumeragi : Sœur jumelle de Subaru. Personnage apparu dans le manga Tokyo Babylon.

## Analyse de l'œuvre
Débutée en 1992, la série n'a cessé de susciter les controverses, bien que son ton puisse paraître moins engagé en certains points que son prédécesseur spirituel, Tokyo Babylon. L'Apocalypse se manifeste, selon l'intrigue, par des tremblements de terre, censés être l'expression de la colère de la Terre envers l'Humanité ; le "point de départ" de la Fin des Temps se situant au Japon, zone extrêmement instable sur le plan sismique, constitue donc un sujet délicat. Le manga cessa ainsi un temps d'être publié par l'éditeur Kadokawa après le grand tremblement de terre de Kōbe en 1995, à la suite de nombreuses lettres des lecteurs.
Un autre point de controverse demeure la violence extrêmement prononcée de certaines images du manga, versant dans le gore. La psychose orchestrée autour des mangas les plus violents à la suite de l'affaire Seito Sakakibara conduisit une nouvelle fois à retirer, en 1997, temporairement l'œuvre des ventes de Kadokawa. Depuis 2003, la publication des nouveaux chapitres et tomes du manga est stoppée. Clamp et son éditeur ont jugé que la suite de l'intrigue était difficilement publiable du fait du contexte social japonais actuel, sans pour autant désirer changer la fin ou les thèmes du manga. La solution a été d'arrêter momentanément la série. La situation ne semble toujours pas s'être débloquée à leurs yeux, ce que confirme CLAMP. Kadokawa semble ne pourtant pas vouloir abandonner la série : en 2006 est sorti un Newtype consacré à Clamp, comportant les cinq chapitres non encore disponibles en éditions reliées. Il est donc possible que X soit surtout arrêté à l'heure actuelle du fait de la concentration du studio CLAMP sur d'autres séries.

## Manga
Il était initialement prévu par CLAMP que la série soit constituée de 21 volumes, pour correspondre aux 21 cartes numérotées du tarot. La série est toutefois inachevée et compte 18 volumes seulement.
| no | Japonais          | Japonais       | Français       | Français          |
| no | Date de sortie    | ISBN           | Date de sortie | ISBN              |
| --- | ----------------- | -------------- | -------------- | ----------------- |
| 1 | 29 juillet 1992   | 978-4049243062 | juin 1997      | 978-2-8458-0228-5 |
| Carte de tarot associée : The Magician (Kamui Shiro)Liste des chapitres : - Épisode 1 : Kôshi I                                  |                   |                |                |                   |
| 2 | 20 octobre 1992   | 978-4049243239 | août 1997      | 978-2-8458-0229-2 |
| Carte de tarot associée : The High Priestess (Hinoto)Liste des chapitres : - Épisode 2 : Kôshi II                                |                   |                |                |                   |
| 3 | 29 janvier 1993   | 978-4049243383 | novembre 1997  | 978-2-8458-0230-8 |
| Carte de tarot associée : The Empress (Kanoe)Liste des chapitres : - Épisode 3 : Shichiyô I                                      |                   |                |                |                   |
| 4 | 2 juin 1993       | 978-4049243581 | janvier 1998   | 978-2-8458-0231-5 |
| Carte de tarot associée : The Emperor (Kyogo Mono)Liste des chapitres : - Épisode 4 : Shichiyô II                                |                   |                |                |                   |
| 5 | 2 novembre 1993   | 978-4049243888 | mars 1998      | 978-2-8458-0232-2 |
| Carte de tarot associée : The Hierophant (Seiichiro Aoki)Liste des chapitres : - Épisode 5 : Shichiyô III - Sorata Arisugawa     |                   |                |                |                   |
| 6 | 7 décembre 1994   | 978-4049244205 | avril 1998     | 978-2-8458-0233-9 |
| Carte de tarot associée : The Lovers (Kotori Mono)Liste des chapitres : - Épisode 6 : Shichiyô IV - Yuzuriha Nékoï               |                   |                |                |                   |
| 7 | 17 octobre 1995   | 978-4049245431 | 1998           | 978-2-8458-0234-6 |
| Carte de tarot associée : The Chariot (Sorata Arisugawa)Liste des chapitres : - Épisode 7 : Shinken I - Satsuki Yatoji           |                   |                |                |                   |
| 8 | 14 juin 1996      | 978-4049245981 | 1998           | 978-2-8458-0235-3 |
| Carte de tarot associée : Strength (Yuzuriha Nékoï)Liste des chapitres : - Épisode 8 : Shinken II - Nataku                       |                   |                |                |                   |
| 9 | 16 janvier 1997   | 978-4049246407 | octobre 1998   | 978-2-8458-0236-0 |
| Carte de tarot associée : The Hermit (Satsuki Yatoji)Liste des chapitres : - Épisode 9 : Kamui - Kusanagi Shiyu                  |                   |                |                |                   |
| 10 | 17 septembre 1997 | 978-4049246889 | janvier 1999   | 978-2-8458-0237-7 |
| Carte de tarot associée : Wheel of Fortune (Kakyo Kuzuki)Liste des chapitres : - Épisode 10 : Yumemi - Arashi Kishu              |                   |                |                |                   |
| 11 | 14 septembre 1998 | 978-4049247480 | juin 1999      | 978-2-8458-0238-4 |
| Carte de tarot associée : Justice (Karen Kasumi)Liste des chapitres : - Épisode 11 : Kekkaï I - Subaru Suméragi                  |                   |                |                |                   |
| 12 | 17 mars 1999      | 978-4049247701 | septembre 1999 | 978-2-8458-0239-1 |
| Carte de tarot associée : Hanged Man (Subaru Suméragi)Liste des chapitres : - Épisode 12 : Kekkaï II - Seiichiro Aoki            |                   |                |                |                   |
| 13 | 19 août 1999      | 978-4049247886 | janvier 2000   | 978-2-8458-0240-7 |
| Carte de tarot associée : Death (Seishirō Sakurazuka)Liste des chapitres : - Épisode 13 : Kekkaï III - Karen Kasumi              |                   |                |                |                   |
| 14 | 22 février 2000   | 978-4049248043 | juillet 2001   | 978-2-8458-0241-4 |
| Carte de tarot associée : Temperance (Arashi Kishu)Liste des chapitres : - Épisode 14 : Kekkaï IV - Yuto Kigaï                   |                   |                |                |                   |
| 15 | 17 août 2000      | 978-4049248258 | août 2002      | 978-2-8458-0173-8 |
| Carte de tarot associée : The Devil (Yuto Kigaï)Liste des chapitres : - Épisode 15 : Kekkaï V - Kakyo Kuzuki                     |                   |                |                |                   |
| 16 | 17 mars 2001      | 978-4049248579 | août 2002      | 978-2-8458-0222-3 |
| Carte de tarot associée : The Tower (Tooru et Tokiko Magami)Liste des chapitres : - Épisode 16 : Kekkaï VI - Seishirō Sakurazuka |                   |                |                |                   |
| 17 | 17 novembre 2001  | 978-4049248821 | juin 2003      | 978-2-8458-0328-2 |
| Carte de tarot associée : The Star (Kusanagi Shiyu)Liste des chapitres : - Épisode 17 : Shûmatsu I - Kamui+Fuma                  |                   |                |                |                   |
| 18 | 17 septembre 2002 | 978-4049248920 | janvier 2004   | 978-2-8458-0412-8 |
| Carte de tarot associée : The Moon (Nataku)Liste des chapitres : - Épisode 18 : Shûmatsu II                                      |                   |                |                |                   |

## Adaptation

### Film
Le manga a été adapté en film d'animation en 1996. Réalisé par Rintarō, il reprend sur 100 minutes le récit du manga et offre une conclusion à l'histoire.

### Série
En 2001, le récit est à nouveau adapté sous forme de série animée. Lancée par un OAV suivi de 24 épisodes, la série est réalisée par Yoshiaki Kawajiri. Elle offre également une conclusion au récit, différente de celle du film.